# اچ‌ام‌اس رولی (کی۵۶۰)
اچ‌ام‌اس رولی (کی۵۶۰) (به انگلیسی: HMS Rowley (K560)) یک کشتی بود که طول آن ۳۰۶ فوت (۹۳ متر) بود. این کشتی در سال ۱۹۴۳ ساخته شد.